# Адалет Агаоглу
Адалет Агаоглу (тур. Adalet Ağaoğlu; нар. 13 жовтня 1929 — 14 липня 2020) — турецька письменниця і драматург. Адалет вважається однією із головних романісток XX століття у турецькій літературі. Також вона є автором есе, мемуарів та оповідань.

## Біографія
Адалет Сюмер (тур. Sümer) народилася 1929 року у містечку Наллихан, провінція Анкара. Її батько — Хафіз Мустафа Сюмер (тур. Hafız Mustafa Sümer) — був торговцем тканинами, а її три брати — Казіп, Гюнер та Айхан — стали драматургом, актором та режисером і бізнесменом відповідно. 1938 року сім'я переїхала до Анкари. 1946 вона закінчила школу для дівчат. Адалет вивчала французьку літературу в університеті Анкари.
З 1951 по 1970 роки вона працювала у TRT, тоді ж вона написала свою першу п'єсу «Любовна пісня» (тур. Aşk Şarkısı) і заснувала перший приватний театр Анкари «Meydan Sahnesi». 1953 року вона відвідала Париж, щоб повчитися драматургії і того ж року її твір «Давай напишемо п'єсу»(тур. Bir Piyes Yazalım), написаний спільно із Севім Узунгореном (тур. Sevim Uzungören), поставили в Анкарі.
1954 року Адалет вийшла заміж за Халіма Агаоглу (тур. Halim Ağaoğlu).
1995 року вона отримала гран-прі Президента Туреччини в області культури та мистецтв за своє «сприйняття тонких і явних змін в сучасному турецькому суспільстві» і роботу під назвою «Модернізм та соціальна зміна». У 1998 році Адалет отримала звання «Почесний доктор філософії» від Анатолійського університету, а також почесне звання від університету штату Огайо.
Мешкала у Стамбулі.
Адалет Агаоглу померла 14 липня 2020 року в віці 90 років.

## Творчість
Адалет почала писати поезію ще у школі, але захоплювалася також драматургією. 1970 року вона перестала писати п'єси, а з 1973 року почалася її кар'єра романіста, перший роман — «Лягти, щоб померти» (тур. Ölmeye Yatmak).

### Театр та радіовистави
- Yaşamak — 1955
- Evcilik Oyunu — 1964
- Sınırlarda Aşk — 1965
- Çatıdaki Çatlak — 1965
- Tombala — 1967
- Çatıdaki Çatlak 1967
- Sınırlarda Aşk-Kış-Barış 1970
- Üç Oyun: Bir Kahramanın Ölümü, Çıkış, Kozalar 1973
- Kendini Yazan Şarkı 1976
- Duvar Öyküsü 1992
- Çok Uzak-Fazla Yakın 1991

### Романи
- Ölmeye Yatmak — 1973
- Fikrimin İnce Gülü — 1976
- Bir Düğün Gecesi — 1979
- Yazsonu — 1980
- Üç Beş Kişi — 1984
- Hayır… — 1987
- Ruh Üşümesi — 1991
- Romantik Bir Viyana Yazı — 1993